# Етиопски вълк
Етиопски вълк (Canis simensis) е хищен бозайник от семейството на Кучетата. Видът се нарича още етиопски чакал, етиопска лисица, червен чакал, лисица от Симион.
Той е сред най-редките представители на семейството и същевременно е вид, наричан с много имена. Причината за това е, че дълго време произходът и систематичното му положение остават неизвестни. Видът окончателно е отделен от род Лисици. Молекулно-генетични изследвания доказват, че етиопският вълк произхожда от вълка. По този начин етиопския вълк е единственият вълк в Африка, живеещ на юг от Сахара.

## Физически характеристики
Етиопският вълк е с дълги крака и муцуна. Външно той не притежава характерните белези на представителите на семейството. Цветът им е тъмночервен с бяло гърло и гърди. Теглото на зрелите мъжки е 16 kg, на женските 13 kg. Височината при холката и около 60 cm.

## Разпространение
Ареалът на вида е разкъсан на седем отделни популации – пет в северна Етиопия и малка част от Судан и две, най-многобройни в южната част на Етиопия. Двете основни популации са разделени географски още през плейстоцена от Голямата рифтова долина. По този начин се наблюдават комплекс от малки, почти незначителни, но постоянни разлики между популациите. Друга особеност на вида е, че той е изключително специализиран. Той обитава алпийските части на Етиопия на височина над 3000 m. Този район се характеризира със специфични климатични условия към които са специализирани и вълците.

## Начин на живот и хранене
Етиопският вълк е териториално и моногамно животно. Младите индивиди остават да живеят на територията където са родени. Образуват групи от 2 – 8 индивида. По-късно самките напускат територията в търсене на нова.
Около 95 % от менюто на етиопските вълци е съставено от гризачи. Основната част от неговата плячка представляват източноафриканските подземни плъхове, но ловува и малки мишки и плъхове, доста рядко – зайци и малките на антилопи.
Етиопският вълк е дневно животно. Той ловува основно през деня.

## Размножаване
Чифтосването е сезонно и се извършва в периода август – септември. Малките се раждат след около 2 месеца. Раждат се от две до шест вълчета, които се хранят от всички самки на глутницата. Ражда само алфа-женската. Малките излизат на лов с глутницата на около шест месечна възраст.